# Мозес, Эдвин
Э́двин Ко́рли Мо́зес (англ. Edwin Corley Moses, р. 31 августа 1955, Дейтон, штат Огайо) — американский легкоатлет, специализировавшийся в беге на 400 метров с барьерами.
Олимпийский чемпион 1976 (с мировым рекордом), 1984, 
 бронзовый призёр 1988.
Чемпион мира 1983, 1987; 
 серебряный призёр 1983 — эстафета 4×400 м.
С 26.08.1977 по 4.06.1987 не проиграл ни одного старта, выиграв 122 забега (107 — финальных). По продолжительности это составило ровно 9 лет 9 месяцев и 9 дней.
Произносил Олимпийскую клятву от имени спортсменов на Олимпийских играх в Лос-Анджелесе.
Президент Академии Laureus World Sports Awards.

## Мировые рекорды
| Время | Дата            | Место        |
| ----- | --------------- | ------------ |
| 47,64 | 25 июля 1976    | Монреаль     |
| 47,45 | 11 июня 1977    | Лос-Анджелес |
| 47,13 | 3 июля 1980     | Милан        |
| 47,02 | 31 августа 1983 | Кобленц      |

## Награды
- Лучший легкоатлет мира по версии журнала Track & Field News 1980 года.
- Приз Джесси Оуэнса лучшему легкоатлету США 1981 года.
- Приз Джеймса Салливана «наиболее выдающемуся спортсмену-любителю в США» (1983).
- Спортсмен года по версии Sports Illustrated (1984).